# Metro-Goldwyn-Mayer
Metro-Goldwyn-Mayer (röviden: MGM) egy médiatársaság, fő tevékenységi köre mozi- és televíziós filmek gyártása és forgalmazása. Ma az egyik legismertebb hollywoodi filmstúdiók egyike, a big five (nagy öt) csoport egyik tagja. Az MGM ismert mozgó jelképe az üvöltő oroszlán, mely fölött megtalálható latinul az "Ars gratia artis" franciául "L'art pour l'art" kifejezés, vagyis a "Művészet a művészetért" kollokáció.

## Cégtörténet
A cég 1924-ben a Metro Pictures Corporation (alapította: Richard A. Rowland és Louis B. Mayer 1916-ban), a Goldwyn Pictures Corporation (alapította: Samual Goldfish, Edgar és Archibald Shelwy 1917-ben) és az 1918-ban alapított Louis B. Mayer Pictures összeolvadásából jött létre. A stúdiónak az volt a módszere, hogy leszerződtetett magához jelentős színészgárdát, közöttük Greta Garbo-t. A következő évtizedben a cég Arthur Freed producer Technicolor eljárással készített musicaljeivel vált híressé. Ugyanakkor megtartotta a nagy profitot hozó, alacsony költségvetésű sorozatfilmjeit, és útnak indította a Tom és Jerry rajzfilmsorozatot. Az 1960-as évek elején komoly anyagi problémákkal küszködött a stúdió. Elvétve azonban születtek kasszasikerek, például a 11 Oscar-díjjal kitüntetett Ben Hur remake 1959-ben. 1969-ben Kirk Kerkorian felvásárolta az MGM részvényeket. 1973-ban azonban az egykori stúdióóriás felhagyott a filmgyártással. Az 1980-as években a James Bond történetek tartották el a vállalatot. Kerkorian az anyagi gondok megoldásaként az MGM-et egy időre átadta a CNN-hírcsatorna tulajdonosának, Ted Turnernek, akitől később visszavásárolta azt. A tranzakció során azonban feláldozta az MGM filmarchívumát, annak összes szerzői jogával együtt, ezek már a TNT számára biztosítottak forrásokat. Az MGM/UA céget egy ausztrál televíziós társaság vásárolta meg, majd az 1990-ben egy olasz befektetőnek adta el. 2005-ben a Sony és a Comcast Corporation megvásárolta az MGM-et 4,8 milliárd dollárért.

## Filmjei

### 1920-as évek
- Greed (1924)
- He Who Gets Slapped (1924)
- Ben-Hur (1925)
- The Big Parade (1925)
- La bohème (1926)
- Flesh and the Devil (1926)
- The Scarlet Letter (1926)
- Love (1927)
- The Wind (1928)
- Our Dancing Daughters (1928)
- The Cameraman (1928)
- Show People (1928)
- The Crowd (1928)
- A Woman of Affairs (1928)
- The Broadway Melody (1929)
- The Hollywood Revue of 1929 (1929)

### 1930-as évek
- Anna Christie (1930)
- Ex-feleség (The Divorcee) (1930)
- The Big House (1930)
- Min és Bill (1930)
- A bajnok (1931)
- Egy szabad lélek (1931)
- Grand Hotel (1932)
- Tarzan the Ape Man (1932)
- Szörnyszülöttek (1932)
- Smilin’ Through (1932)
- Dinner at Eight (1933)
- Krisztina királynő (1933)
- The Barretts of Wimpole Street (1934)
- The Thin Man (1934)
- The Merry Widow (1934)
- Viva Villa! (1934)
- Színes fátyol (1934)
- Anna Karenina (1935)
- A Night at the Opera (1935)
- Personal History, Adventures, Experience, and Observation of David Copperfield the Younger (1935)
- Lázadás a Bountyn (1935)
- Naughty Marietta (1935)
- Broadway Melody of 1936 (1935)
- A Tale of Two Cities (1935)
- Rómeó és Júlia (1936)
- San Francisco (1936)
- Camille (1936)
- A nagy Ziegfeld (1936)
- Libeled Lady (1936)
- A Day at the Races (1937)
- A bátrak kapitánya (1937)
- Édes anyaföld (1937)
- Night Must Fall (1937)
- Test Pilot (1938)
- Boys Town (1938)
- Marie Antoinette (1938)
- Három bajtárs (1938)
- The Citadel (1938)
- Nem gyerekjáték, Babes in Arms (1939)
- Elfújta a szél (1939, csak forgalmazó)
- Óz, a csodák csodája (1939)
- Isten vele, tanár úr! (1939)
- The Women (1939)
- Ninocska (1939)

### 1940-es évek
- The Shop Around the Corner (1940)
- The Philadelphia Story (1940)
- The Mortal Storm (1940)
- Waterloo Bridge (1940)
- Büszkeség és balítélet (1940)
- Blossoms in the Dust (1941)
- Az év asszonya (1942)
- Mrs. Miniver (1942)
- Random Harvest (1942)
- Madame Curie (1943)
- Cabin in the Sky (1943)
- A Guy Named Joe (1943)
- Lassie hazatér / Lassie gyere haza (1943)
- The Human Comedy (1943)
- Gázláng (1944)
- Meet Me in St. Louis (1944)
- A hetedik kereszt (1944)
- The White Cliffs of Dover (1944)
- National Velvet (1944)
- The Valley of Decision (1945)
- Anchors Aweigh (1945)
- The Harvey Girls (1946)
- The Yearling (1946)
- A postás mindig kétszer csenget (1946)
- Lady in the Lake (1947)
- Easter Parade (1948)
- On the Town (1949)
- Ádám bordája (1949)
- Battleground (1949)
- Little Women (1949)

### 1950-es évek
- Annie Get Your Gun (1950)
- Aszfaltdzsungel (1950)
- Summer Stock (1950)
- Father of the Bride (1950)
- The Red Badge of Courage (1951)
- Show Boat (1951)
- Egy amerikai Párizsban (1951)
- Quo vadis (1951)
- Ének az esőben (1952)
- A szörnyeteg és a szépség (1952)
- Ivanhoe (1952)
- The Band Wagon (1953)
- Kiss Me, Kate (1953)
- Julius Caesar
- Seven Brides for Seven Brothers (1954)
- Blackboard Jungle (1955)
- I’ll Cry Tomorrow (1955)
- Forbidden Planet (1956)
- High Society (1956) (remake The Philadelphia Story-nak)
- Silk Stockings (1957) (remake Ninotchka-nak)
- Börtönrock (1957)
- Esőerdő megye (1957)
- Macska a forró bádogtetőn (1958)
- Gigi (1958)
- Ben-Hur (1959, az 1925-ös film remake-je)
- Észak-Északnyugat (North by Northwest) (1959)
- Van, aki forrón szereti (Some Like it Hot) (1959)

### 1960-as évek
- A hét mesterlövész (1960)
- Butterfield 8 (1960)
- Where the Boys Are (1960)
- King of Kings (1961)
- Cimarron (1961, remake of 1931 film)
- Az ifjúság édes madara (1962)
- Mutiny on the Bounty (1962, remake of 1935 film)
- How The West Was Won (1962)
- Dr. No (1962)
- The Courtship of Eddie's Father (1963)
- Viva Las Vegas (1964)
- The Americanization of Emily (1964)
- The Cincinnati Kid (1965)
- Doctor Zhivago (1965)
- Nagyítás (1966)
- Grand Prix (1966)
- Point Blank (1967)
- Csak kétszer élsz (1967)
- A piszkos tizenkettő (1967)
- 2001: Űrodüsszeia (1968)
- Ice Station Zebra (1968)
- Kémek a Sasfészekben (1968)
- Angliai csata (1969)
- Goodbye, Mr. Chips (1969, remake of 1939 film)
- West Side Story (1961)

### 1970-es évek
- Ryan's Daughter (1970)
- Kelly hősei (1970)
- Shaft (1971)
- Gyémántok az örökkévalóságnak (1971)
- Soylent Green (1973)
- Élni és halni hagyni (1973)
- That's Entertainment!
- Az aranypisztolyos férfi (1974)
- The Wind and the Lion (1975)
- A fehérharcos (1975)
- A Rózsaszín Párduc visszatér (1975)
- The Sunshine Boys (1975)
- Rocky (1976)
- New York, New York (1977)
- A híd túl messze van (1977)
- A kém, aki szeretett engem (1977)
- The Goodbye Girl (1977)
- F.I.S.T.(1978, Sylvester Stallone as Johnny Kovak)
- Rocky II. (1979)
- A bajnok - The Champ (1979)

### 1980-as évek
- Hírnév (1980)
- Filléreső (1981)
- Szigorúan bizalmas (1981)
- Diner (1982)
- Rocky III. (1982)
- Victor/Victoria (1982)
- Poltergeist (1982,1986 és 1988)
- A Christmas Story (1983)
- Polipka (1983)
- 2010 – A kapcsolat éve (1984)
- Terminátor – A halálosztó (1984)
- Rocky IV. (1985)
- Halálvágta (1985)
- Delta Kommandó (1986)
- A szakasz (1986)
- Űrgolyhók (1987)
- A vadmacska kölykei (1987)
- Robotzsaru (1987)
- Hollywood Shuffle (1987)
- Moonstruck (1987)
- A hal neve: Wanda (1988)
- Esőember (1988)
- The Mighty Quinn (1989)
- A Dry White Season (1989)

### 1990-es évek
- Stanley és Iris (1990)
- Rocky V. (1990)
- Tökös ötös (1990)
- Tortúra (1990)
- Élünk, halunk, örökölünk (1990)
- Menekülés (1990)
- A bárányok hallgatnak (1991)
- Thelma és Louise (1991)
- The Cutting Edge (1992)
- Benny és Joon (1993)
- Időzített bomba (1994)
- Csillagkapu (1994)
- A lény (1995)
- Get Shorty – Szóljatok a köpcösnek (1995)
- GoldenEye – Aranyszem (1995)
- Mulholland – Gyilkos negyed (Mulholland Falls) (1996)
- A holnap markában (1997)
- A lény 2. (1998)
- Ronin (1998)
- A világ nem elég (1999)
- A Thomas Crown-ügy (1999)

### 2000-es évek
- Szívedbe zárva (2000)
- Ősz New Yorkban (2000)
- 3 dobás (2000)
- Hannibal (2001)
- Doktor Szöszi (2001)
- Szívtiprók (2001)
- Eredendő bűn (2001)
- Aki bújt, aki nem (2001)
- Birkanyírás (2002)
- Halj meg máskor (2002, csak forgalmazás)
- ÖcsiKÉM (2003)
- Ragyogó évek (2004)
- Csak lazán (2005)
- Szép még lehetsz (2005)
- A tenger vadjai (2005)
- Enyém, tiéd, miénk (2005) (co-produkció a Paramount Pictures-szel, a Nickelodeon Movies-zal, és a Columbia Pictures-szel)
- A rózsaszín párduc (koprodukció a Columbia Pictures-el)
- Alvilági játékok (Lucky Number Slevin) (2006)
- Casino Royale (2006)
- Material Girls (2006)
- Rocky Balboa (2006)
- Darwin-díj - Halni tudni kell! (2006)
- A Quantum csendje (2008)
- A rózsaszín párduc 2. (2009)

### 2010-es évek
- 21 Jump Street - A kopasz osztag (2012)
- Skyfall (2012)
- A hobbit (filmsorozat) (2012)
- Robotzsaru (2014)
- Creed: Apollo fia (2015)
- Spectre – A Fantom visszatér (2015)
- Tomb Raider (2018) (csak forgalmazó)
- Creed II. (2018)